# Sandslot
Et sandslot er et monument bygget af sand. De ses ofte på strande, hvor folk fornøjer sig med at bygge dem. De kan evt. pyntes dem med muslinger, tang eller sten.
- Wikimedia Commons har flere filer relateret til Sandslot

| Arkitektur | Spire Denne arkitekturartikel er en spire som bør udbygges. Du er velkommen til at hjælpe Wikipedia ved at udvide den. |